# Simon Kirsch
Simon Kirsch (* 1985 in München, nach anderer Quelle in Starnberg) ist ein deutscher Theater- und Filmschauspieler.

## Leben
Simon Kirsch wuchs in München auf. Sein Schauspielstudium absolvierte er von 2006 bis 2009 an der Otto-Falckenberg-Schule in München. Während seiner Ausbildung gastierte er an den Münchner Kammerspielen, wo er in Inszenierungen von Claudia Bauer und Stephan Kimmig auftrat.
Ab der Spielzeit 2009/10 war er bis 2013 festes Ensemblemitglied am Wiener Burgtheater. Dort arbeitete er mit Regisseuren wie Matthias Hartmann, Stefan Pucher, Michael Höppner und Stefan Bachmann zusammen. Zu seinen Wiener Hauptrollen gehörten der junge Heißsporn Philotas im gleichnamigen Einakter von Gotthold Ephraim Lessing, Sebastian in Was ihr wollt und die Titelrolle in Perikles. In der Spielzeit 2011/12 gehörte er zum Ensemble der österreichischen Erstaufführung von Elfriede Jelineks Theaterstück Winterreise am Wiener Akademietheater.
Von 2013 bis 2019 war er festes Ensemblemitglied am Schauspiel Köln. Er spielte dort u. a. Bassanio in Der Kaufmann von Venedig (2014–2015, Regie: Stefan Bachmann), Erich in Geschichten aus dem Wiener Wald (2015–2017, Regie: Stefan Bachmann), Laertes in Hamlet (2016–2018, Regie: Stefan Bachmann), Ulrich von Rudenz in Wilhelm Tell (2017–2019, Regie: Stefan Bachmann), Amir in Geächtet (2017–2019, Regie: Stefan Bachmann) und Mercutio in Romeo und Julia (2017–2019, Regie: Pınar Karabulut). In der Spielzeit 2017/18 war er am Schauspiel Köln der Tambourmajor in Therese Willstedts Woyzeck-Inszenierung. Außerdem trat er in der Spielzeit 2017/18 in einer Bühnenfassung des Romans Hool von Philipp Winkler auf. 2018/19 spielte er unter anderem die Titelrolle des Karl in einer Adaption von Alfred Döblins Großstadtroman Pardon wird nicht gegeben (Regie: Rafael Sanchez), sowie in der Uraufführung von Elfriede Jelineks Schnee Weiß, welches in der Kritikerumfrage der Zeitschrift Theater Heute zum Stück des Jahres 2019 gewählt wurde.
Als freischaffender Schauspieler arbeitete Kirsch u. a. am Schauspielhaus Zürich, am Theater Basel, am Staatsschauspiel Dresden, bei den Nibelungenfestspielen Worms, am Thalia Theater in Hamburg und am Schauspielhaus Graz, für dessen Eröffnungsproduktion Von einem Frauenzimmer (Regie: Anne Lenk) er für den Nestroypreis-Theaterpreis 2024 als bester Schauspieler nominiert wurde.
Kirsch stand auch für Film- und Fernsehproduktionen vor der Kamera. In der TV-Literaturverfilmung Woyzeck, einer modernen Fassung des Büchner-Dramas von Regisseur Nuran David Calis, die im Januar 2013 beim Filmfestival Max Ophüls Preis in Saarbrücken ihre Premiere hatte und für den Grimme-Preis nominiert war, verkörperte Kirsch den als Berliner Kiez-Größe angelegten Tambourmajor. In der 5. Staffel der ZDF-Serie Bettys Diagnose (2019) übernahm Kirsch, an der Seite von Tatja Seibt, eine der Episodenhauptrollen. Außerdem war er in der ARD-Krimireihe Die Füchsin (2019) an der Seite von Lina Wendel und Karim Chérif, und als Gerichtsmediziner in der ZDF-Krimireihe Kommissarin Lucas (2023) zu sehen. In der ARD-Serie Warum ich? (Buch und Regie: David Schalko), die auf dem Filmfest Hamburg 2024 ihre Premiere hatte, spielte Kirsch die Episodenhauptrolle Alessandro.
Kirsch lebt in Köln und München.

## Filmografie (Auswahl)
- 2013: Woyzeck (Fernsehfilm, Regie: Nuran David Calis)
- 2016: Über Barbarossaplatz (Fernsehfilm, Regie: Jan Bonny)
- 2019: Bettys Diagnose: Eine Frage der Liebe (Fernsehserie, Regie: Jurij Neumann)
- 2019: Die Füchsin – Schön und tot (Fernsehreihe, Regie: Sabine Derflinger)
- 2023: Piecht (Kurzfilm, Regie: Luka Lara Steffen)
- 2023: Kommissarin Lucas – Helden wie wir (Fernsehreihe, Regie: Thomas Berger)
- 2023: Kommissarin Lucas – Finale Entscheidung (Fernsehreihe, Regie: Thomas Berger)
- 2024: Warum ich? (Fernsehserie, Buch und Regie: David Schalko)

## Auszeichnungen
- 2008: O.-E.-Hasse-Preis.[3]
- 2009: Solo-Preis beim Theatertreffen deutschsprachiger Schauspielschulen.[4]
- 2011: Nennung, Nachwuchsschauspieler des Jahres in der Kritikerumfrage der Theater heute[22] für Die Beteiligten (Regie: Stefan Bachmann).
- 2024: Nominierung, Nestroy-Theaterpreis, Bester Schauspieler[23], für Von einem Frauenzimmer (Baron Düval) – Schauspielhaus Graz.